# آنتونین وودیچکا
آنتونین وودیچکا (چکی: Antonín Vodička؛ ۱ مارس ۱۹۰۷ – ۹ اوت ۱۹۷۵) یک بازیکن فوتبال اهل چکسلواکی بود.

## باشگاهی
از باشگاه‌هایی که در آن بازی کرده‌است می‌توان به باشگاه فوتبال اسلاویا پراگ اشاره کرد.

## تیم ملی
وی سابقه ۱۸ بازی در تیم ملی فوتبال چکسلواکی ار دارد.